# Serafin Kaszuba
Serafin Kaszuba (ur. 17 czerwca 1910 we Lwowie, zm. 20 września 1977 tamże) – Czcigodny Sługa Boży, zakonnik, kapucyn, nazywany Włóczęgą Bożym, przemierzał w ZSRR wbrew szykanom i panującemu tam terrorowi tysiące kilometrów, docierając z posługą kapłańską do odległych zakątków rozległego imperium.

## Życiorys
Urodził się w 17 czerwca 1910 na peryferiach Lwowa, na Zamarstynowie, w rodzinie robotniczej. Oboje rodzice, Anna z domu Horak i Karol Kaszuba, należeli do III Zakonu św. Franciszka i wychowali czwórkę swoich dzieci w klimacie głębokiej pobożności i wzajemnej miłości. Alojzy uczęszczał do V Państwowego Gimnazjum im. Hetmana Stanisława Żółkiewskiego we Lwowie, po czym wstąpił do zakonu. Nowicjat rozpoczął w klasztorze kapucynów w Sędziszowie Małopolskim (20 sierpnia 1928) i przyjął imię zakonne Serafin, a studia teologiczne odbył w seminarium zakonnym przy ul. Loretańskiej w Krakowie. Święcenia kapłańskie otrzymał w 1933. Ukończył także studia z zakresu filologii polskiej na Uniwersytecie Jagiellońskim.
Był redaktorem czasopisma zakonnego „Wzlot Seraficki” (1936). W latach 1937–1939 uczył języka polskiego w niższym seminarium zakonnym (tzw. Kolegium serafickim) w Rozwadowie. Po wybuchu II wojny światowej, był duszpasterzem w Dublanach k/Lwowa, w różnych parafiach na terenie Wołynia i Polesia, m.in. w Dermance, Horodnicy, Karasinie, Ludwipolu, Starej Hucie.
W okresie okupacji niemieckiej i rzezi wołyńskiej kilkakrotnie uszedł z życiem, wielokrotnie też ratował życie innym, niósł ratunek i posługę duchową oczekującym.
Po wkroczeniu wojsk sowieckich na Wołyń w 1944 i włączeniu go do ZSRR o. Serafin pozostał wśród tamtejszych katolików, poddanych antyreligijnym represjom. Pracując w parafii Równe dojeżdżał do licznych, odległych parafii pozbawionych księży (Dubno, Korzec, Ostróg, Sarny, Zdołbunów). Już wtedy konspiracyjnie odwiedzał wspólnoty katolickie oddalone o kilkaset kilometrów od Wołynia – na Litwie i Łotwie.
W 1958 władze sowieckie postanowiły pozbawić o. Serafina możliwości legalnego sprawowania kultu i prowadzenia działalności duszpasterskiej w Równem i okolicy, w oparciu o spreparowane zarzuty – pijaństwo i rozwiązłość. Został podstępnie wymeldowany, otrzymał zakaz sprawowania czynności duszpasterskich. Nie posiadając zameldowania, konspiracyjnie docierał coraz dalej: na Białoruś, Litwę, na Zaporoże, Krym, do Kijowa czy odległej Estonii. Ustawicznie śledzony i nękany przez organy bezpieki, postanowił dotrzeć do odległego Kazachstanu. Objął tam opieką duszpasterską rozległy teren celinogradzki. W Kazachstanie żyło wówczas około 60 – 100 tysięcy Polaków, którzy przeżyli gehennę przymusowych deportacji. Aby zmylić czujność władz pracował zawodowo, otwierając warsztat introligatorski. W 1966 został aresztowany w czasie jednej z „wypraw apostolskich” i pod zarzutem włóczęgostwa skazany na pięcioletnie zesłanie do sowchozu w Arykty skąd został przeniesiony do sowchozu w Arszatyńsku. Każde miejsce zesłania było dla niego nowym wyzwaniem duszpasterskim, z którego chętnie korzystali także przedstawiciele innych wyznań, a także niewierzący. Zwolniony z sowchozu 16 listopada 1966 wkrótce potem 22 grudnia 1966 został ponownie zatrzymany i skazany na 11 lat pobytu w zakładzie dla nieuleczalnie chorych w Małej Timofijewce k. Celinogradu, skąd zbiegł 8 lutego 1967 r., by nadal, jako duszpasterz pracować w Kazachstanie.
Chory na gruźlicę i nękany postępującą głuchotą, coraz dotkliwiej przeszkadzającą mu w wypełnianiu duszpasterskich obowiązków, poddał się leczeniu szpitalnemu w Polsce, gdzie przebywał od 19 sierpnia 1968 do 13 czerwca 1970 r.

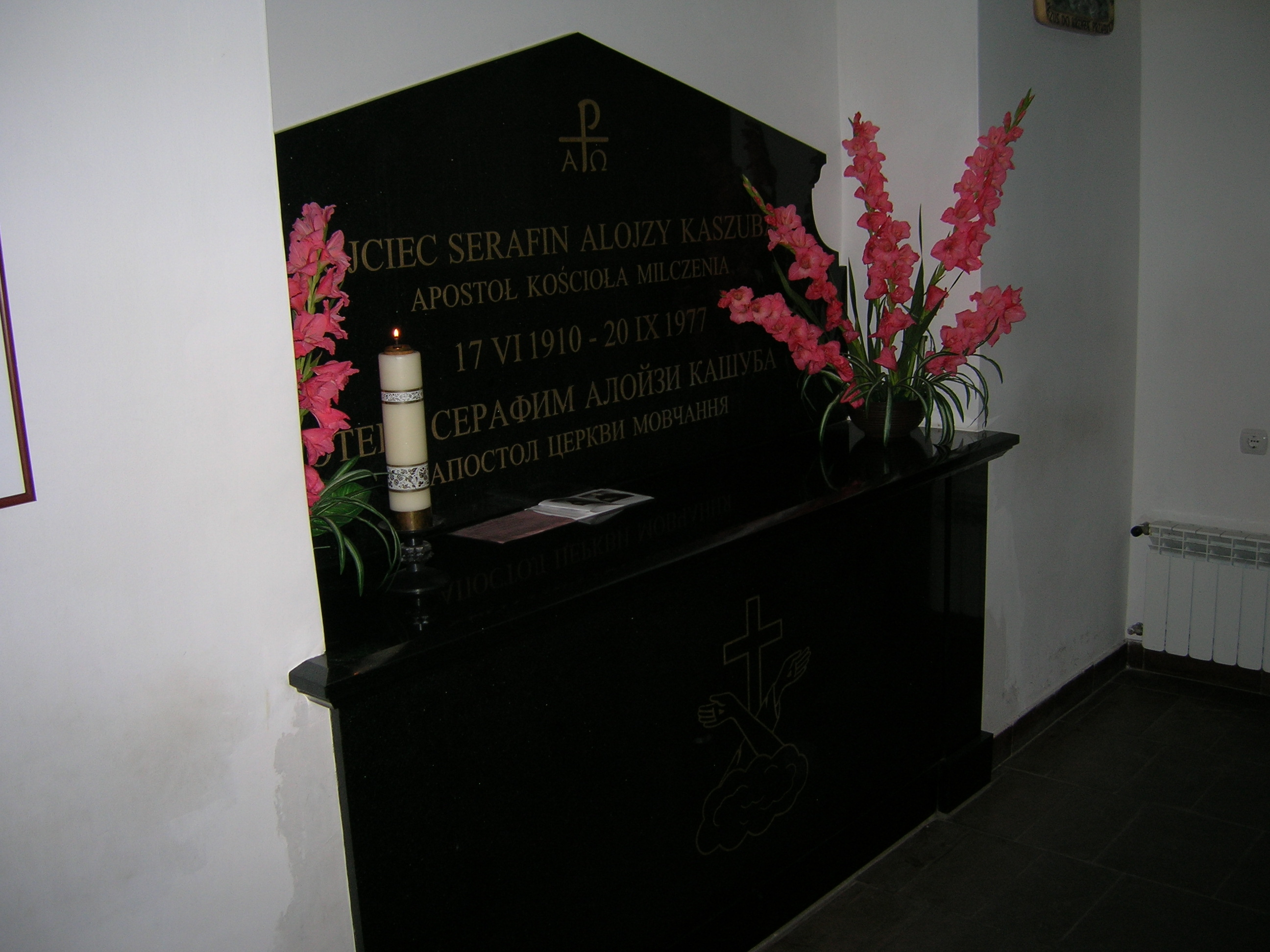
Grób o. Serafina Kaszuby w Winnicy

Leczenie szpitalne, dolegliwości pooperacyjne, wreszcie przerywany krwotokami okres rekonwalescencji w Polsce nie powstrzymały go przed powrotem do wiernych, wśród których pracował na rozległych terenach Związku Radzieckiego.
19 września 1977 wracał z Równego do Lwowa i z powodu awarii autobusu, mimo dotkliwego zimna i deszczu, musiał przebyć kilkukilometrową podróż pieszo. Próbował zatrzymać się i odpocząć w domu znajomych, ale został ostrzeżony, że dopiero co milicja – poszukując go – dokonała tam właśnie rewizji. Zanim znaleziono mu miejsce u innych ludzi, czekał moknąc na ulicy. Tejże nocy zmarł (20 września 1977). Pochowany został na cmentarzu Janowskim nieopodal grobu świętego ks. arcybiskupa Józefa Bilczewskiego. Ekshumacja jego relikwii miała miejsce 16 listopada 2010 r. a następnego dnia umieszczenie ich w kościele kapucynów w Winnicy.
Positio dotyczące o. Serafina Kaszuby zostało złożone w Kongregacji Spraw Kanonizacyjnych w Watykanie 3 października 2011 r.

## Kalendarium życia
1910
- 17 czerwca na Zamarstynowie (przedmieściu Lwowa), w rodzinie Karola Kaszuby i Anny z domu Horak, urodził się Alojzy Kaszuba. Był najmłodszym z czworga dzieci Kaszubów (Maria, Janina, Józef i Alojzy).
- 17 lipca został ochrzczony przez kapłana z zakonu kapucynów, o. Anioła Madejewskiego.

1916
- 1 września rozpoczął naukę w sześcioklasowej szkole powszechnej na Zamarstynowie.

1919
- lato – tragiczna śmierć brata, Józefa Kaszuby.

1920
- po ukończeniu klasy czwartej przyjęty został do Państwowego Gimnazjum V im. Stanisława Żółkiewskiego we Lwowie.

1928
- 24 maja otrzymał świadectwo dojrzałości uprawniające do podjęcia studiów wyższych.
- pod koniec lipca rozpoczął nowicjat w klasztorze oo. Kapucynów w Sędziszowie Małopolskim k. Rzeszowa.
- 20 sierpnia podczas zakonnych obłóczyn przyjmuje imię Serafin.

1929
- 10 września, po ukończeniu rocznego nowicjatu, br. Serafin złożył w Krakowie trzyletnie, pierwsze śluby zakonne. We wrześniu rozpoczął także studia filozoficzno-teologiczne w zakonnym, kapucyńskim seminarium duchownym.

1932
- 9 września złożył wieczyste śluby zakonne.
- 16 października otrzymał pierwsze wyższe święcenia – subdiakonatu, a w dwa miesiące później – diakonatu.
- 1 października podjął studia z zakresu filologii polskiej na Uniwersytecie Jagiellońskim, skierowany tam przez władze zakonne, w przewidywaniu potrzeb dydaktycznych w szkołach zakonnych.

1933
- 11 marca otrzymał z rąk biskupa Stanisława Rosponda święcenia kapłańskie.
- 12 marca celebrował mszę świętą prymicyjną w kościele oo. Kapucynów w Krakowie.
- 16 kwietnia – uroczyste prymicje w kapucyńskim kościele pw. św. Franciszka z Asyżu we Lwowie – Zamarstynowie (parafialnym Alojzego Kaszuby).

1936
- przez kilka miesięcy był redaktorem zakonnego czasopisma „Wzlot Seraficki”.

1937
- 7 stycznia opuścił Kraków po uzyskaniu tzw. absolutorium na Uniwersytecie Jagiellońskim i podjął w Kolegium Serafickim oo. Kapucynów w Rozwadowie obowiązki nauczyciela języka polskiego.

1939
- 17 czerwca egzaminem magisterskim uwieńczył studia polonistyczne na Uniwersytecie Jagiellońskim. Promotorem pracy magisterskiej był prof. Stanisław Pigoń, a recenzentem – prof. Stefan Kołaczkowski.
- 6 sierpnia uczestniczył w organizowanych w Krakowie uroczystościach legionowych w 25. rocznicę wyruszenia z krakowskich Oleandrów Pierwszej Kadrowej Józefa Piłsudskiego. Słynne kazanie, wygłoszone wówczas przez kapelana legionistów o. Kosmę Lenczowskiego, przygotował na jego prośbę o. Serafin Kaszuba.
- 7 sierpnia wyjechał na urlop do Lwowa. Tam zastał go wybuch wojny i zajęcie miasta przez wojska sowieckie.
- październik – grudzień – prowadził duszpasterstwo w kaplicy akademickiej w Wyższej Szkole Rolniczej w Dublanach koło Lwowa. Drogę z Zamarstynowa do Dublan (10 km) pokonywał pieszo.
- 1 listopada uczestniczył w manifestacji patriotycznej na cmentarzu Łyczakowskim.

1940
- 4 kwietnia zmarła matka o. Serafina. Pochowano ją na cmentarzu Zamarstynowskim, obok syna Józefa.
- listopad – wobec dotkliwego braku księży na Wołyniu za zgodą władz zakonnych udał się tam, służąc społecznościom katolickim w parafiach pozbawionych kapłanów (Karasin, Kowel, Równe, Międzyrzecz, Ludwipol, Stara Huta, Korzec) oraz miejscowościach „zza kordonu”, tj. za granicą polsko-radziecką z okresu międzywojennego.
- 25 grudnia objął obowiązki administratora parafii w Karasinie.

1941
- sierpień – od Karasina nacjonalistyczne formacje ukraińskie rozpoczęły straszliwe rzezie ludności polskiej, które w różnych regionach trwały do wiosny 1944 r., zwane „czerwonymi nocami na Wołyniu”. Na samym Wołyniu zamordowano ok. 60 tys. Polaków. O. Serafin Kaszuba kilkakrotnie cudem nieomal uszedł śmierci. Nie zdecydował się jednak pozostawić wiernych bez opieki kapłańskiej.
- wrzesień – objął parafię Dermanka, w której pracował jako proboszcz do czerwca 1943 r.

1942
- 12-17 sierpnia uczestniczył wraz z dużą grupą wiernych w pielgrzymce do „wołyńskiej Częstochowy” – Kazimierki. Incydent z ukraińską milicją był zapowiedzią ciężkiej eksterminacji Polaków na Wołyniu.

1943
- czerwiec – ukraińscy nacjonaliści wymordowali nieomal całą polską ludność Dermanki, wioskę i plebanię spalili, a kościół rozebrali.

1944-1945
- odbywał liczne „podróże apostolskie” po Wołyniu, a także m.in. do Wilna, Leningradu i Lwowa.

1945
- po lutowej konferencji jałtańskiej i podjętej na niej decyzji wielkich mocarstw o przesunięciu na zachód granic Polski nastąpiły masowe akcje repatriacji Polaków z terenów przyznanych radzieckiej Ukrainie. Ta ekspatriacja (wykorzenienie) przebiegała w 1945 i 1946 r.
- wiosną wyjechał ze Lwowa na Zachód, tj. do pojałtańskiej Polski, ojciec Serafina Kaszuby z dwiema córkami – siostrami zakonnika.
- 11 sierpnia w Zdołbunowie o. Serafin wysiada z wagonu repatriacyjnego, by pozostać wśród tych, którzy nie wyjechali do Polski.
- w sierpniu z „pełnym prawem na całą diecezję łucką” podejmuje pracę na „spalonej ziemi” wołyńskiej, wśród zdziesiątkowanej ludobójstwem ukraińskim ludności katolickiej.
- w sierpniu w urzędzie repatriacyjnym w Równem uzyskał obywatelstwo radzieckie. Obejmując parafię Równe, sprawił, że miasto to stało się siedzibą ostatniego proboszcza w całej diecezji.
- od sierpnia do kwietnia 1958 pracował duszpastersko jako proboszcz w Równem, Zdołbunowie, Korcu, Ostrogu, Dubnie, Sarnach oraz Krzemieńcu. Systematycznie docierał do społeczności katolickich pozbawionych opieki duszpasterskiej w innych miejscowościach.

1946
- 9 czerwca – śmierć siostry o. Serafina, Janiny Pompowskiej, mieszkającej w Rozwadowie.

1957
- lipiec – po latach rozłąki i zabiegów odwiedzają o. Serafina w Równem ojciec i siostra Maria. Mimo ich usilnych próśb, m.in. ze względu na stan zdrowia i warunki pracy, nie decyduje się na wyjazd do Polski.

1958
- 11 kwietnia w „Zdołbunowskiej Gazecie” ukazał się artykuł pióra P. Madeżdyna zniesławiający o. Serafina – pretekst do odebrania mu parafii i pozbawienia wykonywania czynności kapłańskich.
- 12 kwietnia – urzędnik ds. wyznań w Równem pozbawia o. Serafina publicznego prawa sprawowania funkcji kapłańskich.
- czerwiec – fiaskiem zakończyły się, mimo czynionych przez władze sowieckie nadziei, zabiegi komitetu kościelnego z Korca o zarejestrowanie o. Serafina jako duszpasterza w tym mieście. Podobnie, w grudniu 1959 r., stało się w przypadku Sambora.
- październik – przebywał w Ostrogu, gdzie doprowadził do końca remont tamtejszego kościoła, rychło także zamkniętego.

1958-1961
- bezdomny apostoł z Kościoła Milczenia, jako wędrowny duszpasterz docierał do społeczności katolickich rozsianych od Krymu przez Podole, Wołyń, Wileńszczyznę aż po Dźwińsk i Leningrad, podejmując, dla zmylenia czujności władz, pracę w różnych zawodach – m.in. jako introligator, sprzedawca ziół leczniczych, stróż, palacz. Ustawicznie inwigilowany przez tamtejszą bezpiekę. Odtąd czynił liczne próby „przypisania się” do parafii katolickich pozbawionych księży.

1959
- wiosna – podstępnie wymeldowanemu z Równego władze odmówiły zatwierdzenia i zameldowania w polskiej wsi Rogoźnica k. Grodna. Tak został włóczęgą... „bradiagą”. Odtąd aż do śmierci nie będzie miał stałego miejsca zameldowania.
- 28 maja decyzją władz sowieckich zamknięte zostały kościoły w Równem i Ostrogu. Jako powód oficjalny podano, że „groziły zawaleniem”.
- otrzymał nakaz opuszczenia Równego, zmuszano go także do wyjazdu do Polski.

1960
- sierpień – w Grodnie ukazała się książka pt. „Katolicyzm bez maski”, w której napiętnowano szkodliwą społecznie duszpasterską działalność o. Serafina.

1961
- Wielki Post – podczas pobytu na Ukrainie pełnił posługi kapłańskie wśród swoich dawnych wołyńskich parafian, a także w licznych innych miejscowościach. Przebywając w sanatorium w Truskawcu, odwiedzał katolików w okolicznych miejscowościach.
- kwiecień – maj – podróż apostolska na Krym.
- maj – nękany i śledzony przez organa bezpieki, udał się w duszpasterską podróż za Ural – na Syberię i do Kazachstanu, skąd powrócił po kilku miesiącach.

1963
- 25 marca – w Stalowej Woli zmarł ojciec o. Serafina, Karol Kaszuba.
- jesień – po raz drugi wyjechał do Kazachstanu. Mieszkał głównie w Krasnoarmiejsku. Działalność duszpasterską prowadził przede wszystkim w obwodzie kokczetawskim.

1966
- 6 marca podczas podróży do Moskwy został zatrzymany i aresztowany na dworcu autobusowym w Kustanaju.
- 16 marca zesłany został na pięć lat do Arykty, skąd odbywał liczne konspiracyjne podróże apostolskie.
- 4 sierpnia otrzymał wiadomość o przeniesieniu go karnie do sowchozu w Arszatyńsku; znalazł się tam 6 sierpnia.
- 16 listopada zwolniony z zesłania w Arszatyńsku, przeniósł się do Celinogradu, skąd odbywał liczne podróże duszpasterskie.
- 22 grudnia zatrzymany przez milicję, skazany został na 11 lat pobytu w Małej Timofijewce (koło Celinogradu), w zakładzie dla nieuleczalnie chorych i bezdomnych.

1967
- 8 lutego – uciekł z zakładu w Małej Timofijewce i udał się ponownie do Celinogradu, skąd odwiedzał środowiska katolickie Kazachstanu.

1968
- 7 sierpnia w Stalowej Woli zmarła siostra o. Serafina, Maria Kaszuba. Nie mógł uczestniczyć w pogrzebie siostry, ale otrzymawszy pozwolenie na wyjazd do Polski, postanowił odwiedzić jej grób i podjąć leczenie.
- sierpień – październik – przebywał w klasztorach kapucyńskich m.in. w Sędziszowie Małopolskim i w Krakowie.
- jesień 1968 – 1 marca 1969 – przebywał w szpitalu przeciwgruźliczym we Wrocławiu.

1969
- Wielkanoc – rekonwalescencja w domu zakonnym w Tenczynie.
- 14 kwietnia – 20 grudnia pobyt w szpitalu przeciwgruźliczym we Wrocławiu.

1970
- do czerwca przebywał na rekonwalescencji w domach zakonnych kapucynów w Tenczynie, Skomielnej Czarnej i Wrocławiu.
- 13 czerwca powrócił do ZSRR. Po krótkim pobycie we Lwowie udał się do Celinogradu w Kazachstanie.
- 12 września w dzienniku „Celinogradzka Prawda” ukazał się artykuł szkalujący o. Serafina.

1971
- marzec – kwiecień – z Kazachstanu poprzez Rosję (m.in. pobyt w Moskwie) udał się do swoich parafian na Wołyniu.

1971-72
- podróże duszpasterskie na Syberię i do Kazachstanu.

1972
- od lipca do września przebywał na Ukrainie.
- październik – duszpasterskie posługi na terenie Estonii i Łotwy, m.in. w Tartu i Rydze, skąd wyruszył przez Rosję do Kazachstanu.

1974
- 9 maja odwiedził ks. Władysława Bukowińskiego w Karagandzie.
- 8-26 czerwca – pobyt w szpitalu przeciwgruźliczym w Tainczy.
- lipiec – pomagał w pracach duszpasterskich ciężko choremu ks. Romanowi Jankowskiemu w Żytomierzu.
- 27 sierpnia przyjechał do Lwowa, gdzie od 29 września do 13 grudnia leczył się w szpitalu przeciwgruźliczym.

1975
- 6 stycznia powrócił do szpitala na dalsze leczenie, wypisany ze szpitala znalazł gościnę u zaprzyjaźnionych rodzin we Lwowie, po czym w lutym przebywał w sanatorium w Hołosku pod Lwowem.
- marzec – kwiecień – po krótkim pobycie w Celinogradzie powrócił do Lwowa na dalsze leczenie.
- listopad 1975 – kwiecień 1976 – prowadził konspiracyjną działalność duszpasterską na Wołyniu i we Lwowie.

1976
- 27 maja „powrócił na dawne miejsce” – do Kazachstanu, gdzie 27 czerwca nawiedził grób ks. Władysława Bukowińskiego w Karagandzie.
- wrzesień – ponownie przebywał na Ukrainie, skąd udał się do Leningradu, a następnie do Moskwy.
- listopad – ponownie dotarł do Kazachstanu, skąd z końcem roku udał się do Świerdłowska.

1977
- luty – przebywał we Lwowie, skąd udał się na dalsze leczenie do Leningradu, a stamtąd na święta wielkanocne dotarł do Kazachstanu.
- maj – po krótkim pobycie w Równem udał się w ostatnią już podróż do Kazachstanu, gdzie przebywał głównie w Celinogradzie.
- czerwiec – odbywając podróże apostolskie po Kazachstanie, 15 czerwca zatrzymał się w Kustanaju, gdzie przed laty został aresztowany.
- lipiec – z ważną misją kościelną przebywał w Taszkencie.
- lipiec – podróż do rodzinnego Lwowa, m.in. na grób matki, a także do oczekujących go parafian na Wołyniu.
- 18-19 września przebywał w Równem, skąd powrócił do Lwowa.
- w nocy z 19 na 20 września zmarł w mieszkaniu Katarzyny Barnicz przy ul. Dekerta 10/4 we Lwowie.
- 22 września został pochowany na cmentarzu Janowskim we Lwowie. W uroczystościach pogrzebowych uczestniczyło co najmniej 300 osób, w tym 12 księży. Władze miejscowe narzuciły tak niezwyczajny, rychły termin pogrzebu, ażeby uniemożliwić przyjazd osób z odległych stron imperium sowieckiego i z Polski.

2001
- 22 grudnia – w kaplicy arcybiskupów krakowskich, pod przewodnictwem księdza kardynała Franciszka Macharskiego, arcybiskupa metropolity krakowskiego, zakończone zostało postępowanie diecezjalne procesu beatyfikacyjnego Sługi Bożego o. Serafina Kaszuby, rozpoczętego 2 grudnia 1991 r. Dokumenty procesu przekazane zostały do Kongregacji ds. Kanonizacyjnych w Rzymie.

2010
- 16 listopada – we Lwowie na cmentarzu Janowskim przeprowadzono ekshumację ciała Sługi Bożego Serafina Alojzego Kaszuby.
- 17 listopada – przewiezienie trumny z doczesnymi szczątkami sługi Bożego do oddalonego o 370 km klasztoru Braci Mniejszych Kapucynów w Winnicy. W kościele tym umieszczono trumnę w lewej nawie bocznej w nowo przygotowanym grobie.

2011
- 3 października – złożenie Positio w Kongregacji ds. Świętych w Watykanie

2017
- Papież Franciszek 9 października 2017 r. podpisał dekret o heroiczności jego cnót i tym samym Słudze Bożemu Serafinowi Kaszubie przysługuje odtąd tytuł Venerabilis Dei Servus – Czcigodny Sługa Boży.